# Alegeri legislative în Regatul Unit, 1831
Alegerile legislative din Regatul Unit din anul 1831 au avut o oportunitate de câștig datorită sustinătorilor reformei electorale, care au constituit o problemă majora pentru aceste alegeri. Ca rezultat, a fost ultima alegere, intrucât Parlamentul care s a format a asigurat pasajul din Actul reformei din 1832. Votarea a avut loc de pe data de 28 aprilie până pe 1 iunie 1831. Cei de la Whigs au castigat cu o marjă de 136 de voturi fața de cei de la Tories. Asa cum  Guvernul a obținut o dizolvare a Parlamenului odata ce noul sistem electoral a fost adoptat, Parlamentul rezultat a fost unul mic si astfel au avut loc alte alegeri in urmatorul an.

## Situația politică
Cel de al noualea Parlament al Regatului Unit, care a fost ales in 1830, nu a avut o majoritate stabilă pentru guvernul Tory al Ducelui de Wellington: cea mai bună estimare este că a avut 310 suporteri, 225 de oponenți si 121 nehotarați. Dupa o serie de infrîngeri, pe 15 noiembrie 1830 motiunea lui Henry Parnell pentru o anchetă in lista civilă a fost condusă cu 233 la 204; asta i a invins surprinzător pe Wellington si pe cei din guvernul sau si le au forțat demisia.
Wellington a trecut la opoziție cu Robert Peel căci cei de la Tory erau liderii opozitiei din Camera Comunelor. Un guvern WHIG sub Earl Grey a fost numit la data de 22 noiembrie 1830, primul Whig predominant de administrare de la Ministrul  tuturor Talentelor din 1806-1807. Guvernatorul Lider al Camerei Comunelor a fost Viscount Althorp care de asemenea a fost si Ministru de Finante. Grey a fost constrîns sa aducă in reformă tradiționalul sistem electoral, care a fost pus in discutie de mai multe decenii. Impreuna cu colegii sai aristrocați a creat un sistem de reformă surprinzător de indrazneț.

## Calendarul alegerilor
Până la această perioadă nu a fost nici o zi a alegerilor. După primirea unui mandat (o comanda regala) pentru ca alegerile sa aibă loc, ordonatorul  local de returnare a creditelor a stabilit calendarul alegerilor pentru circumscripția electorală de care era preocupat.
Votarea impreuna cu alegerile contestate ar putea continua timp de mai multe zile.
Alegerile generale au avut loc între prima dispută din 24 aprilie si ultima de pe 1 iunie 1831.